# Звисло, Михаил Васильевич
Михаил Васильевич Звисло (укр. Михайло Васильович Звисло; 1910 год, село Львов, Австро-Венгрия — 14 января 1969 года, Львов, Украинская ССР) — дубильщик Львовского производственного кожевенного объединения «Рассвет» Министерства лёгкой промышленности Украинской ССР. Герой Социалистического Труда (1966).

## Биография
В 1925 году окончил начальную школу во Львове. С 1927 по 1944 года — ученик слесаря, слесарь по ремонту паровозов на Львовской железной дороге. В августе 1944 года призван в Советскую Армию. Участвовал в Великой Отечественной войне, воевал миномётчиком в составе 331-го гвардейского артиллерийского полка 128-й гвардейской горно-стрелковой дивизии 4-го Украинского фронта. После демобилизации возвратился во Львов.
С 1946 по январь 1969 года — дубильщик головного предприятия Львовской кожевенной фабрики «Рассвет». Член КПСС.
Применял на производстве рационализаторские методы, что значительно увеличило производительность труда. Досрочно выполнил производственные задания и личные социалистические обязательства Семилетки (1959—1965). Указом Президиума Верховного Совета СССР от 9 июня 1966 года «за выдающиеся заслуги в выполнении заданий семилетнего плана и достижение высоких технико-экономических показателей по производству тканей, трикотажу, обуви, швейных изделий и другой продукции лёгкой промышленности» удостоен звания Героя Социалистического Труда с вручением ордена Ленина и золотой медали «Серп и Молот».
Избирался депутатом Львовского областного Совета народных депутатов 11 созыва (1967—1969).
Награды
- Герой Социалистического Труда
- Орден Ленина
- Медаль «За отвагу» (27.02.1945)
- Медаль «За победу над Германией в Великой Отечественной войне 1941—1945 гг.»